# Лоскутово (Марий Эл)
 Лоскутово  — деревня в Сернурском районе Республики Марий Эл. Входит в состав Дубниковского сельского поселения.

## География
Находится в северо-восточной части республики Марий Эл на расстоянии приблизительно 10 км на север-северо-восток от районного центра посёлка Сернур.

## История
Образовалась слиянием деревень Нижнее и Верхнее Лоскутово в 1938 году. В 2005 году деревня состояла из 55 домов, из них 40 кирпичных, 14 деревянных, 1 многоэтажный. В советское время работали колхозы «XVIII партсъезд», имени Ленина и «Знамя».

## Население
Население составляло 349 человек (мари 73 %, русские 27 %) в 2002 году, 366 в 2010.